# Саїткулово (Ілішевський район)
Саїтку́лово (рос. Саиткулово, башк. Сәйетҡол) — присілок у складі Ілішевського району Башкортостану, Росія. Входить до складу Ішкаровської сільської ради.
Населення — 218 осіб (2010; 218 у 2002).
Національний склад:
- башкири — 82 %